# Klinika Lalek
Teatr Klinika Lalek – teatr alternatywny, założony w 1988 roku we Wrocławiu. Trupa o charakterze wędrownym, wystawiająca spektakle, parady, czy akcje na ulicach i placach całej Europy, jak i w przestrzeniach zamkniętych.

## Historia
Teatr zawiązał się na Wydziale Lalkarskim PWST we Wrocławiu i już w trakcie studiów zrealizowała cztery przedstawienia oraz opublikowała manifest, zatytułowany Med-Art o uzdrawiających właściwościach sztuki. Aktorzy i ekolodzy wspólnie założyli „Fundację na Rzecz Wspierania Kultur Alternatywnych i Ekologicznych”. 
W 1991 roku grupa przeniosła się do Wolimierza, nazywając to miejsce Międzynarodową Wioską Sztuki Ekologicznej – Wolimierz. 
Artyści nieoficjalnie nazywali Wolimierz także Międzyplanetarnym Królestwem Sztuki, czy Otwartym Samowystarczalnym Miejscem Szczególnego Przenikania. Wówczas przemianowali swą nazwę na „Teatr Wędrowny Klinika Lalek”. Stopniowo przybywało tu coraz więcej ludzi związanych z kręgami artystycznymi i ekologicznymi. Byli wśród nich także obcokrajowcy – z Niemiec, Holandii, Francji i Stanów Zjednoczonych – łącznie często ponad sto osób. 
Od 1993 roku siedzibą grupy jest dawny dworzec kolejowy, obecnie noszący nazwę „Stacja Wolimierz”, zaś dawny peron kolejowy przed budynkiem jest obecnie wykorzystywany jako scena teatru plenerowego. Reżyserem spektakli Teatru Klinka Lalek jest Wiktor Wiktorczyk. Trupa występowała w całej Polsce, odwiedzając m.in. najważniejszą wówczas imprezę tego rodzaju, czyli Międzynarodowy Festiwal Teatrów Ulicznych w Jeleniej Górze. Występował na festiwalach teatralnych w wielu krajach Europy, m.in. w Anglii, Szkocji, Niemczech, na Ukrainie, Czechach, Austrii, Belgii, Rumunii, we  Włoszech, Finlandii, Hiszpanii, Iraku, Chinach, czy na Tajwanie.
Wizualny charakter wszystkich prac jest bardzo charakterystyczny. Tworzywem pracy artystycznej, jak i bohaterem przedstawień są olbrzymiej wielkości lalki animowane od wewnątrz, marionetki i figury, a także drewniane maski, gigantyczne ruchome maszyny (np. rower i lokomotywa kolejowa), grające instalacje, różnorodne machiny, sztandary, ogień, stwory, ludzie i żywioły. 
Motywy pojawiające się w przedstawieniach Kliniki Lalek to m.in. świat baśni i fantastyki (Księga Gór), kosmogonia (Poemat o Słońcu i Księżycu – 1994, Kosmosaga o ostatniej kropli wody – 1999), alchemia, uwalnianie w sobie szczęścia i regionalizm (Izerokarkonoska pastorałka, Duch Gór), a także sztuki plastyczne (Zaproście mnie do stołu – 1997).
Grupa realizuje widowiska plenerowe (np. parady uliczne, spektakle grane na łące), a także przedstawienia odbywające się w przestrzeni zamkniętej (akcje plastyczne, warsztaty i koncerty z wplecioną w muzykę małą formą teatralną). We wszystkich wspomnianych formach podstawą brzmienia jest muzyka wykonywana na żywo przez muzyków i aktorów. Teatr posiada własną Orkiestrę Teatru Klinika Lalek oraz współpracuje, bądź współpracowała z grupą perkusyjną Papa Drum i z zespołami: Kinior Sky Orchestra Włodzimierza Kiniorskiego, Czerwie, Graal i Kormorany. 
W 2010 roku pojawiła się koncepcja teatru dla dzieci. Z inicjatywy prof. Anny Proszkowskiej, W. Wiktorczyka i aktorów scen wrocławskich, powstał Wrocławski Teatr dla Dzieci. Tworzą go zarówno zawodowi aktorzy, jak i absolwenci PWST we Wrocławiu. Siedzibą teatru jest Centrum Sztuki Impart we Wrocławiu.  
Ponadto Teatr Klinika Lalek od wielu lat organizuje letnie międzynarodowe festiwale sztuki, prezentując prace plastyczne, teatralne, muzyczne, cyrkowe i filmowe artystów z całej Europy.
3 października 2021 roku wziął udział w jubileuszowym koncercie grupy SBB zatytułowanym Pielgrzym, który odbył się w Przepompowni Świątniki we Wrocławiu.